# Bokermannohyla vulcaniae
Bokermannohyla vulcaniae es una especie de anfibios de la familia Hylidae.
Es endémica de Minas Gerais (Brasil).
Sus hábitats naturales son las zonas rocosas cercanas a corrientes intermitentes de agua.
Se encuentra amenazada por la pérdida de su hábitat natural.